# برند نیسکه
برند نیسکه (انگلیسی: Bernd Niesecke؛ زادهٔ ۳۰ اکتبر ۱۹۵۸) قایقران روئینگ اهل آلمان بود.